# Championnat d'Europe de course scratch masculin
Pour les articles homonymes, voir Championnat d'Europe de course scratch.
Le Championnat d'Europe de course scratch masculin est le championnat d'Europe de course scratch organisé annuellement par l'Union européenne de cyclisme dans le cadre des championnats d'Europe de cyclisme sur piste élites.

## Palmarès
| Année | Or             | Argent             | Bronze           |
| ----- | -------------- | ------------------ | ---------------- |
| 2014  | Otto Vergaerde | Eloy Teruel        | Edward Clancy    |
| 2015  | Sebastián Mora | Tristan Marguet    | Adrian Tekliński |
| 2016  | Gaël Suter     | Adrian Teklinski   | Wim Stroetinga   |
| 2017  | Adrien Garel   | Krisztián Lovassy  | Roman Gladysh    |
| 2018  | Roman Gladysh  | Adrien Garel       | Tristan Marguet  |
| 2019  | Sebastián Mora | Chrístos Volikákis | Wim Stroetinga   |
| 2020  | Iúri Leitão    | Roman Gladysh      | Oliver Wood      |
| 2021  | Rui Oliveira   | Vincent Hoppezak   | JB Murphy        |
| 2022  | Iúri Leitão    | Moritz Malcharek   | Bartosz Rudyk    |
| 2023  | Oliver Wood    | Roy Eefting        | Donavan Grondin  |
| 2024  | Iúri Leitão    | Tim Wafler         | Tobias Hansen    |
| 2025  | Iúri Leitão    | Vincent Hoppezak   | William Tidball  |

## Tableau des médailles
| Rang  | Nation          | Or | Argent | Bronze | Total |
| ----- | --------------- | -- | ------ | ------ | ----- |
| 1     | Portugal        | 5  | 0      | 0      | 5     |
| 2     | Espagne         | 2  | 1      | 0      | 3     |
| 3     | Suisse          | 1  | 1      | 1      | 3     |
| 3     | Ukraine         | 1  | 1      | 1      | 3     |
| 3     | France          | 1  | 1      | 1      | 3     |
| 6     | Grande-Bretagne | 1  | 0      | 3      | 4     |
| 7     | Belgique        | 1  | 0      | 0      | 1     |
| 8     | Pays-Bas        | 0  | 3      | 2      | 5     |
| 9     | Pologne         | 0  | 1      | 2      | 3     |
| 10    | Allemagne       | 0  | 1      | 0      | 1     |
| 10    | Autriche        | 0  | 1      | 0      | 1     |
| 10    | Hongrie         | 0  | 1      | 0      | 1     |
| 10    | Grèce           | 0  | 1      | 0      | 1     |
| 14    | Danemark        | 0  | 0      | 1      | 1     |
| 14    | Irlande         | 0  | 0      | 1      | 1     |
| Total | Total           | 12 | 12     | 12     | 36    |